# Furcifer balteatus
Furcifer balteatus is een hagedis uit de familie kameleons (Chamaeleonidae).

## Naam en indeling
De wetenschappelijke naam van de soort werd voor het eerst voorgesteld door André Marie Constant Duméril en Gabriel Bibron in 1851. Oorspronkelijk werd de wetenschappelijke naam Chamaeleon balteatus gebruikt.

## Uiterlijke kenmerken
Hoewel in principe groen, is de Furcifer balteatus variabel van kleur en goed gecamoufleerd in zijn boomrijke omgeving. Het heeft vaak donkergroene diagonale strepen met lichtere banden ertussen en heeft meestal een karakteristieke bleekgele gekleurde diagonale streep. Hij kan tot 24 cm lang worden, met een lange staart. De mannetjes hebben een paar hoornige uitsteeksels van 1,5 cm lang op hun kop.

## Verspreiding en habitat

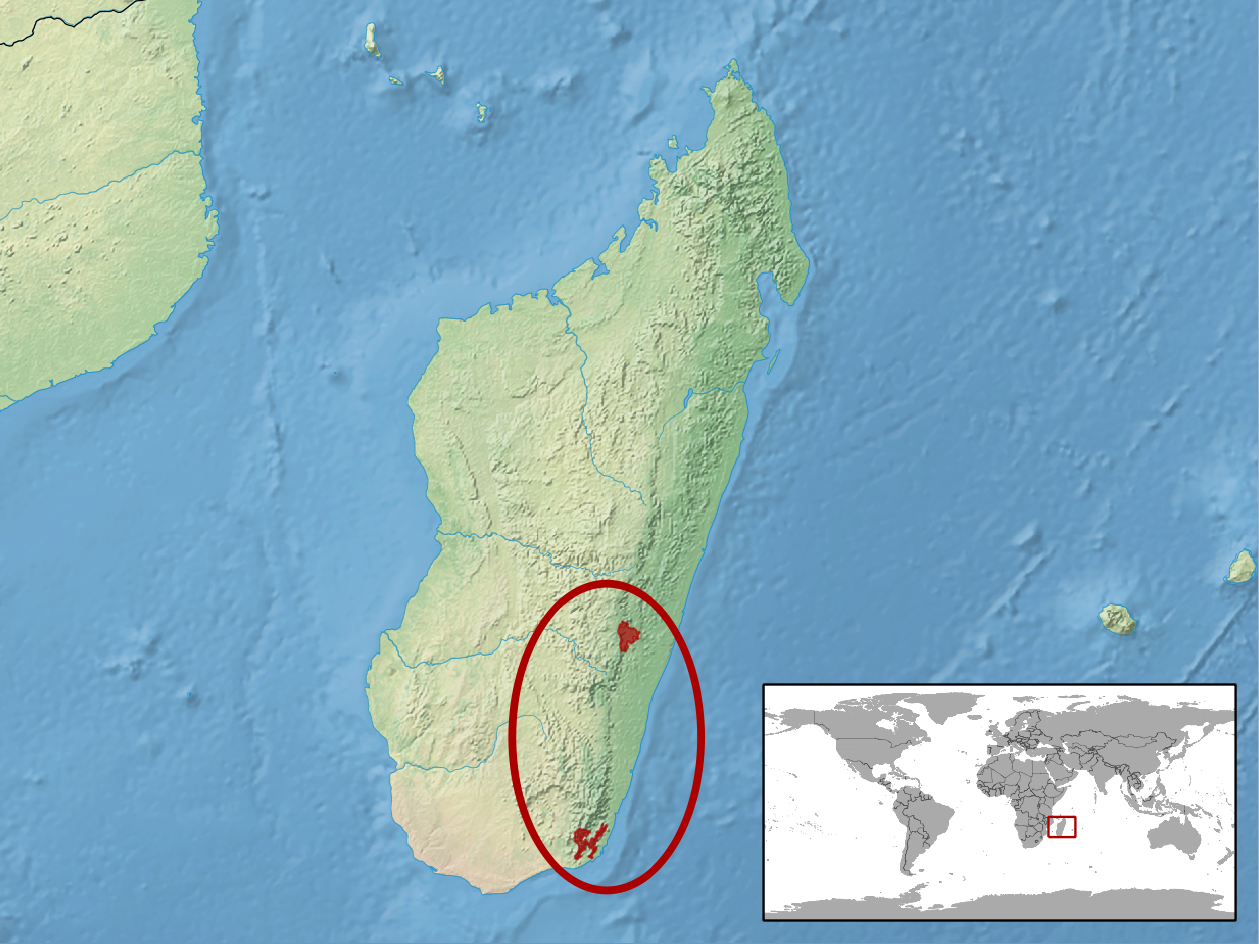
Leefgebied

Deze kameleon is endemisch in Madagaskar. Hij komt slechts in kleine getallen voor in het zuidoosten van het eiland in het nationaal park Ranomafana en het nationaal park Andohahela, verspreid over een beperkte oppervlakte van 1971 km². De meeste waarnemingen werden gedaan op een hoogte van zeeniveau tot 1.050 meter (2.620 tot 3.440 voet) boven de zeespiegel. De habitat bestaat uit vochtige tropische en subtropische bossen, zowel in laaglanden als in berggebieden.

## Beschermingsstatus
Door de internationale natuurbeschermingsorganisatie IUCN is de beschermingsstatus 'bedreigd' toegewezen (Endangered of EN). De habitat van de kameleon wordt bedreigd